# Адаров, Аржан Ойинчинович
Аржа́н Ада́ров (Адаров Владимир Ойинчинович, 15 июля 1932, с. Каярлык, Ойротская автономная область — 9 июня 2005) — алтайский  писатель, поэт, публицист. Заслуженный работник культуры РСФСР (1982). Народный писатель Республики Алтай (2004). Член Союза писателей России. Автор текста гимна Республики Алтай.

## Биография
Родился 15 июля 1932 года в селе Каярлык Ойротской автономной области (ныне — Республика Алтай).
В 1957 году окончил Литературный институт им. А. М. Горького. Член Союза писателей России. Работал корреспондентом областной газеты «Алтайдыҥ чолмоны», главным редактором, директором Горно-Алтайского отделения Алтайского книжного издательства, секретарём Горно-Алтайского горкома КПСС, литературным консультантом.
1987—1994 гг. — председатель телерадиокомпании «Горный Алтай».
1994—2005 гг. — председатель Союза писателей Республики Алтай.
Главный редактор литературно-художественного журнала «Алтай Телекей — Мир Алтая». Создатель телевещания в Республике Алтай.

## Творчество
Аржан Адаров — автор более 25 поэтических сборников, поэм, рассказов, повестей, четырёх романов, нескольких драматических произведений. Его произведения включены в учебники средних учебных заведений республики. Стихи А. Адарова не раз публиковались в центральной печати — в газетах «Правда», «Литературной газете».
Основные работы — «Земля, поднятая к солнцу», «Подснежник», «Кочевники», «Колдовское дерево», «Стихи», «Годы и люди», «Цель».
Занимался переводом алтайских поэтов на русский язык. Кроме того, известен как переводчик: на алтайский язык им переведены произведения Пушкина, Лермонтова, Гоголя,Янки Купалы, Айтматова, Фурманова, Джалиля, Войнич, Маркова. Его собственные стихи переведены на многие языки народов бывшего СССР.
Аржан Адаров является автором текста гимна Республики Алтай.

## Награды и премии
- Орден Почёта (15 сентября 2003) — за многолетнюю плодотворную деятельность в области культуры и искусства[1]
- Орден Дружбы народов (13 октября 1992) — за большой вклад в развитие многонациональной литературы России[2]
- Медаль «За трудовую доблесть»
- Заслуженный работник культуры РСФСР (1982)
- Народный писатель Республики Алтай (2004)
- Лауреат государственной премии им. Г. И. Чорос-Гуркина (2005)
- Академик Международной тюркской академии